# Port lotniczy Qingdao-Liuting
Port lotniczy Qingdao-Liuting (IATA: TAO, ICAO: ZSQD) – międzynarodowy port lotniczy położony 31 km od Qingdao, w prowincji Szantung, w Chińskiej Republice Ludowej. Obsługuje 14 tras międzynarodowych i 78 krajowych.

## Linie lotnicze i połączenia
Ze względu na brak miejsca na rozbudowę w grudniu 2013 r. chiński rząd zatwierdził budowę międzynarodowego lotniska Qingdao Jiaodong. Wszystkie loty zostały przeniesione na lotnisko Jiaodong po jego otwarciu 12 sierpnia 2021 r.